# Muthathi, Hassan
Muthathi là một làng thuộc tehsil Hassan, huyện Hassan, bang Karnataka, Ấn Độ.